# Nationale 1 1977-1978
La Nationale 1 1977-1978 è stata la 56ª edizione del massimo campionato francese di pallacanestro maschile. La vittoria finale è stata ad appannaggio del SCM Le Mans.

## Risultati

### Stagione regolare
|     | Squadra           | G  | V  | N | P  | PF   | PS   | P.ti | Qualificazione            |
| --- | ----------------- | -- | -- | - | -- | ---- | ---- | ---- | ------------------------- |
| 1.  | SCM Le Mans       | 30 | 25 | 1 | 4  | 2855 | 2467 | 81   |                           |
| 2.  | ASVEL             | 30 | 23 | 0 | 7  | 3024 | 2659 | 76   |                           |
| 3.  | Caen              | 30 | 20 | 1 | 9  | 2914 | 2673 | 71   |                           |
| 4.  | Olympique Antibes | 30 | 20 | 0 | 10 | 2792 | 2571 | 70   |                           |
| 5.  | Orthez            | 30 | 19 | 0 | 11 | 2935 | 2786 | 68   |                           |
| 6.  | Challans          | 30 | 17 | 1 | 12 | 2839 | 2671 | 65   |                           |
| 7.  | ASPO Tours        | 30 | 17 | 0 | 13 | 3027 | 2937 | 64   |                           |
| 8.  | Berck BC          | 30 | 16 | 0 | 14 | 2933 | 2888 | 62   |                           |
| 9.  | Nizza             | 30 | 16 | 0 | 14 | 2603 | 2618 | 62   |                           |
| 10. | Monaco            | 30 | 16 | 0 | 14 | 2750 | 2793 | 62   |                           |
| 11. | Clermont-Ferrand  | 30 | 15 | 0 | 15 | 2857 | 2889 | 60   |                           |
| 12. | Avignone          | 30 | 10 | 0 | 20 | 2568 | 2754 | 50   |                           |
| 13. | Bagnolet          | 30 | 9  | 0 | 21 | 2677 | 2990 | 48   | retrocesse in Nationale 2 |
| 14. | Joeuf             | 30 | 6  | 0 | 24 | 2601 | 2989 | 42   | retrocesse in Nationale 2 |
| 15. | Denain            | 30 | 5  | 1 | 24 | 2873 | 3191 | 41   | retrocesse in Nationale 2 |
| 16. | R.C. de France    | 30 | 4  | 0 | 26 | 2681 | 3053 | 38   | retrocesse in Nationale 2 |

| Nationale 1 1977-1978 |
| --------------------- |
| SCM Le Mans 1º titolo |

## Formazione vincitrice
| N° | Naz.                   | Ruolo | Sportivo        |  | Alt. |  |
| -- | ---------------------- | ----- | --------------- |  | ---- |  |
|    | Francia (bandiera)     | G     | Hervé Dubuisson |  | 196  |  |
|    | Francia (bandiera)     | AP    | Éric Beugnot    |  | 200  |  |
|    | Stati Uniti (bandiera) | P     | Loyd King       |  | 188  |  |
|    | Francia (bandiera)     | AG    | Jacky Lamothe   |  | 202  |  |
|    | Stati Uniti (bandiera) | AP    | Bill Cain       |  | 198  |  |
|    | Francia (bandiera)     | P     | Claude Peter    |  | 190  |  |
|    | Francia (bandiera)     | AP    | Michel Audureau |  | 190  |  |
|    | Francia (bandiera)     | AG    | Claude Gasnal   |  | 203  |  |